# Силуанов, Антон Германович
Анто́н Ге́рманович Силуа́нов (род. 12 апреля 1963, Москва) — российский государственный деятель, экономист. Министр финансов Российской Федерации с 2011 года, член Совета безопасности Российской Федерации (с 2011 года). Заместитель председателя правительства Российской Федерации с 2018 по 2020 год. Действительный государственный советник Российской Федерации 1-го класса (2008). Доктор экономических наук (2012). Член Всероссийской политической партии «Единая Россия».
Из-за поддержки российско-украинской войны находится под персональными санкциями США, Канады, Австралии, Украины, Новой Зеландии.

## Биография

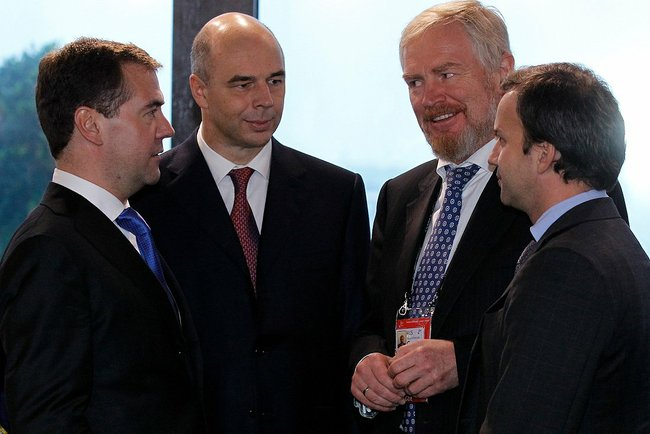
Перед началом рабочего заседания глав государств и правительств стран-участниц G20, 3 ноября 2011 года. Медведев, Силуанов, Сторчак, Дворкович

Антон Германович Силуанов родился 12 апреля 1963 года в Москве в семье профессиональных финансистов Германа Михайловича и Янины Николаевны Силуановых.
В 1985 году окончил Московский финансовый институт по специальности «финансы и кредит».
С августа 1985 по март 1987 года — экономист в «Гипрорыбе», старший экономист Министерства финансов РСФСР.
С марта 1987 по май 1989 года проходил действительную военную службу в Советской Армии.
С мая 1989 по январь 1992 года — ведущий экономист, экономист 1 категории, ведущий экономист, заместитель начальника подотдела, консультант Министерства финансов РСФСР.
В феврале 1992 года — заместитель начальника отдела Министерства экономики и финансов Российской Федерации.
С февраля 1992 по октябрь 1997 года — заместитель начальника отдела бюджетного управления, заместитель руководителя бюджетного департамента — начальник отдела, заместитель руководителя бюджетного департамента Министерства финансов Российской Федерации, куда он пришёл по протекции отца.
В 1994 году защитил диссертацию на соискание учёной степени кандидата экономических наук по теме диссертации «Бюджетная политика государства в условиях перехода к рыночным отношениям: На примере Российской Федерации» (специальность — 08.00.10 «Финансы, денежное обращение и кредит»).
С октября 1997 по июль 2003 года — руководитель Департамента макроэкономической политики и банковской деятельности Министерства финансов Российской Федерации.
С 22 марта 2001 года — член коллегии Министерства финансов Российской Федерации.
С июля 2003 по май 2004 года — заместитель Министра финансов Российской Федерации.
С мая 2004 по 12 декабря 2005 года — директор Департамента межбюджетных отношений Министерства финансов Российской Федерации.
С 12 декабря 2005 года — заместитель Министра финансов Российской Федерации.
С 27 сентября 2011 года — исполняющий обязанности Министра финансов Российской Федерации.
С 16 декабря 2011 года — назначен Министром финансов Российской Федерации и введён в состав Совета Безопасности Российской Федерации.
В 2012 году защитил диссертацию на соискание учёной степени доктора экономических наук по теме «Межбюджетные отношения в условиях развития федерализма в России» (специальность — 08.00.10 «Финансы, денежное обращение и кредит»). Официальные оппоненты — доктор экономических наук, профессор А. А. Аганбегян, доктор экономических наук С. Г. Синельников-Мурылёв и доктор экономических наук, профессор Л. Н. Лыкова. Ведущая организация — Высшая школа экономики.
С января 2013 года — декан финансово-экономического факультета Финансового университета при Правительстве РФ.
В январе 2015 года выдвинут Правительством РФ на должность члена наблюдательного совета Сбербанка России.
В феврале 2016 года покинул Высший совет партии «Единая Россия» (являлся его членом с 2012 года).
В апреле 2017 года назначен председателем наблюдательного совета банка ВТБ.
18 мая 2018 года указом президента Российской Федерации Владимира Путина назначен первым заместителем председателя правительства Российской Федерации — министром финансов Российской Федерации.
После отставки второго правительства Дмитрия Медведева в январе 2020 года лишился поста первого вице-премьера, сохранив пост министра финансов.
14 мая 2024 года указом президента России Владимира Путина назначен Министром финансов Российской Федерации во втором Правительстве Михаила Мишустина.

## Взгляды и публичные позиции
В 2018 году Силуанов был одним из главных сторонников принятия закона о повышении пенсионного возраста в России. Это решение спровоцировало массовое недовольство граждан.
В качестве министра финансов РФ Силуанов является главным критиком и тормозом проекта строительства высокоскоростной железнодорожной магистрали ВСМ Москва — Казань.
В апреле 2019 года Силуанов заявил о желательности включения в школьное образование пропаганды создания собственного бизнеса.
В 2019 году Силуанов категорически отказался от предложения главы ВТБ Костина снизить налоги для россиян с низкими доходами, а также для предприятий малого и среднего бизнеса.
В 2020 году Силуанов назвал налоговую нагрузку на труд в России запредельной. По закону работодатель в России должен платить за сотрудника страховые взносы в размере 30 % от заработной платы. 22 % перечисляется в Пенсионный фонд РФ, 5,1 % — на обязательное медицинское страхование, 2,9 % — на социальное страхование. Ещё 13 % налога на доходы физических лиц удерживается с зарплаты работника. Столь высокие налоги способствуют тому, что скрытая оплата труда в России (так называемые зарплаты в «конвертах») достигает 13 % всего валового внутреннего продукта (ВВП). Совокупная ставка налогов на труд в России является одной из самых высоких в мире, она составляет 36,6 % от коммерческой прибыли предприятия среднего масштаба. Сравнительные исследования показывали, что в Казахстане ставка налогов на труд всего 10,1 %, в США — 9,8 %, в Канаде — 12,7 %, Германии — 21,5 %, Великобритании — 12 %. Нежелание правительства России снижать налоги министр финансов Силуанов объяснил опасениями разбалансировать федеральный бюджет и перспективой образования «дыры» в Пенсионном фонде РФ.

## Санкции
Из-за поддержки российской агрессии и нарушения территориальной целостности Украины во время российско-украинской войны находится под персональными санкциями разных стран. 28 февраля 2022 года внесён в санкционный список Канады лиц «которые несут наибольшую ответственность за неспровоцированное и неоправданное вторжение России в Украину».
6 апреля США расширили санкции против России из-за вторжения на Украину, добавив в список несколько высокопоставленных чиновников, включая Силуанова.
9 июня Украина также ввела персональные санкции против министра финансов.
С 6 апреля 2022 года находится под санкциями Австралии. 
С 22 ноября 2022 года находится под санкциями Новой Зеландии.

## Собственность и доходы
Доход Антона Силуанова за 2019 год составил 28 090 471,29 руб., сообщается 14 августа на сайте правительства страны. В собственности находятся три земельных участка (площадью 9 тыс., 10 тыс. и 22, 964 тыс. м²), два жилых дома (площадью 152 и 462,9 м²), квартира площадью 253,8 м², два нежилых здания (площадью 64,9 и 111,9 м²), два гаража (площадью 230,5 и 226,2 м²).
В декабре 2017 года на сайте Министерства финансов РФ были опубликованы (а позднее удалены) данные, раскрывающие зарплату федеральных министров в 2016 году. Из этой публикации российские СМИ сделали вывод, что зарплата министра Силуанова в 2016 году составляла 1 млн 729 тыс. рублей в месяц, что более чем в 2 раза превышает официально опубликованную зарплату президента России (около 800 тыс. рублей в месяц). Годовая зарплата Силуанова составила лишь 22 % его доходов за 2016 год, а всего он заработал 95,44 миллиона рублей, и по словам самого министра, большую часть этой суммы составляют средства, полученные от продажи ранее приобретённого имущества.
По состоянию на 2016 год, Антон Силуанов владеет тремя земельными участками, одним домом и квартирой, четырьмя гаражами, а также двумя нежилыми зданиями. Кроме того, в собственности Силуанова находится пять транспортных средств — автомобили ГАЗ-69, ВАЗ-2101, BMW X6, мотоциклы Harley Davidson FLSTC 103 АNV и BMW К 1600 GTL.

## Семья
Отец — Герман Михайлович Силуанов (род. 25 февраля 1937), в 1961 году окончил факультет «Финансы» Московского государственного экономического института, где в годы учёбы был заместителем секретаря комсомольской организации факультета. Герман был одним из трёх выпускников, которого по окончании института оставили в Москве, распределив в КГБ СССР. Там он проработал недолго и по протекции декана факультета Раисы Васильевны Гужковой получил перевод в Министерство финансов СССР под начало её мужа, Ивана Васильевича Гужкова, в управление финансирование промышленности. Был комсомольским активистом, членом редколлегии стенгазеты в Минфине. К 1991 году стал начальником отдела Минфина РСФСР, в 1996 году был заместителем начальника департамента кредита и денежного обращения Министерства финансов РФ, в 1996 году ушёл на пенсию. Вскоре этот департамент слили с другим, занимавшимся политикой в области макроэкономики, так что образовался новый департамент макроэкономики и банков, который и возглавил Антон Силуанов.
Мать — Янина Николаевна Силуанова (род. 20 января 1936), работала в издательстве «Финансы и статистика», затем была сотрудником редакционно-издательского отдела Государственного университета Министерства финансов РФ. Антон Силуанов имеет брата Всеволода (род. 18 февраля 1976), он также сотрудник Министерства финансов РФ.
Женат, однако в 2016 году информация о супруге Силуанова исчезла из его декларации о доходах.
Согласно вышедшему в марте 2021 года расследованию издания The Insider, 33-летняя сожительница министра и сотрудница АО «Росспиртпром» Ольга Хромченко получила доли в проектах, связанных с выделенным без конкурса масштабным госфинансированием (строительство платных дорог в Подмосковье, грузовой порт на Сахалине, единственный федеральный проект государственно-частного партнерства в 2020 году по производству целлюлозы из лубяных культур в Пензенской области, агрегатор микрозаймов «Юником24»). В феврале 2020 года Ольга Хромченко стала собственницей 162-метровой квартиры в ЖК Barkli Gallery, раньше владельцем этой квартиры был Аркадий Ротенберг. Ольга Хромченко не стала отрицать свою личную связь с министром, но заявляла об отсутствии помощи с его стороны в её бизнес-проектах. Сам Антон Силуанов не ответил на вопрос журналистов о возможном конфликте интересов.
Сын Глеб (род. 1999), студент Финансового университета при Правительстве РФ, выпускник Школы молодых политиков, байкер. В ноябре 2020 года вместе с бывшим однокурсником по ВШЭ и сыном челябинского предпринимателя Владислава Подобеда Иннокентием учредил компанию по торговле ортопедическими стельками «Русмед», при этом в декабре по предложению Минфина этот товар был включён в льготный перечень медицинских товаров, продажа которых не облагается НДС.
Сын Алексей. С 2023 года — руководитель Департамента регионального развития «Аэрофлота».

## Увлечения
Антон Силуанов увлекается ездой на мотоциклах и подводной охотой, коллекционирует грампластинки. Владеет немецким языком.
По собственному признанию, втайне присутствует в социальных сетях и имеет аккаунты в Facebook и Instagram, однако ведёт их под псевдонимом: «Сам почти не пишу, друзей там у меня по минимуму ─ не более десятка человек. В соцсетях мне интересны обсуждения событий, комментарии пользователей».

## Награды
- Орден «За заслуги перед Отечеством» III степени (15 апреля 2013 года) — за большой вклад в проведение государственной финансовой политики и многолетнюю добросовестную работу[41]
- Орден «За заслуги перед Отечеством» IV степени (2 февраля 2011 года) — за достигнутые трудовые успехи и многолетнюю добросовестную работу[42]
- Медаль ордена «За заслуги перед Отечеством» I степени (13 апреля 2007) — за заслуги в области экономики и финансовой деятельности[43]
- Почётная грамота Президента Российской Федерации (18 ноября 2010) — за своевременное обеспечение ввода в обращение заграничных паспортов, содержащих электронные носители информации[44]
- Благодарность Президента Российской Федерации (1 сентября 2012) — за заслуги в области экономики, финансовой деятельности и многолетнюю добросовестную работу[45]
- Благодарность Президента Российской Федерации (6 сентября 2002) — за заслуги в области экономики и финансовой деятельности[46]
- Почётная грамота Министерства финансов Российской Федерации (2001 год)
- Благодарность Министра финансов Российской Федерации (2002 год)
- Орден «Полярная Звезда» (Якутия)[47]
- Орден «Дуслык» (Татарстан, 2015 год)[48]
- Медаль «За заслуги перед Чеченской Республикой» (24 ноября 2008) — за значительный вклад в проведение государственной финансовой политики в Чеченской Республике[49]
- Медаль «За заслуги перед Республикой Карелия» (8 июня 2020) — за заслуги перед Республикой Карелия и её жителями, большой вклад в социально-экономическое развитие республики и активную работу в составе Государственной комиссии по подготовке к празднованию 100-летия образования Республикой Карелия[50]

## Публикации
- Межбюджетные отношения в условиях развития федерализма в России. — М.: Дело, 2011. — 295 с. : ил., табл.; ISBN 978-5-7749-0660-4